# Bratica
Il Bratica è un torrente dell'Italia settentrionale, lungo 14 km, affluente di destra del torrente Parma. Si sviluppa per intero all'interno della provincia di Parma, nella zona dell'alto appennino, in Emilia-Romagna.

## Corso del torrente
Il Bratica nasce dai contrafforti nord occidentali del monte Navert, ad una quota di circa 1600 m.s.l.m, all'interno di una fitta faggeta. Scorrendo in direzione est riceve il rio delle Cave in sinistra idraulica e il rio Navert in destra.
Da qui scorrendo sempre in una valle boscosa si dirige verso nord ricevendo il contributo dei rii della Costa, di Val Soriano e Grosso. In questo tratto il Bratica, che si presenta con un letto piuttosto contenuto e fortemente ciottoloso, bagna Riana che rimane in sinistra e Casarola che rimane in destra. Presso l'abitato di Riana, il torrente riceve in sinistra il rio Canalaccio e Lavacelli.
Dirigendosi ora verso nord il Bratica riceve in destra il rio della Chiosa e il rio della Bora mentre in sinistra riceve il rio Acquabella. Lasciatasi Grammatica a sinistra, il torrente entra in una gola piuttosto stretta ma sempre densamente boscata, ricevendo i contributi di numerosi altri rii, da destra infatti si immettono: il rio Montebello, Vangara e Fontanabona mentre a sinistra confluiscono il rio Fadebbia, del Pozzolo e delle Piane. Dopo aver bagnato le località di Sivizzo e Bellasola, il greto del torrente si fa più ampio anche se la valle percorsa rimane scoscesa e verdeggiante. Il Bratica con andamento serpeggiante e alimentato da altri piccoli rii che confluiscono da ambo i lati della valle giunge a bagnare Corniglio passando a est dello sperone di roccia su cui sorge il paese, quindi ricevuto l'ultimo affluente, il rio Terra Rossa, il torrente confluisce nel suo referente idraulico, torrente Parma, in destra, in località Migliarina.
La valle percorsa dal torrente, chiamata Val Bratica appunto, è ricca di boschi di castagni e meta di cercatori di funghi oltre che apprezzata destinazione per il turismo estivo.

## Regime idrologico
Il Bratica presenta il regime idrologico tipico dei torrenti del tratto dell'alto appennino, con accentuate magre estive e piene autunnali. La sua portata media di 1,01 m³/s mentre il bacino idrografico è di  31.7 km². 